# Artūrs Veigurs
Artūrs Veigurs (22 marzo 1948) è un ex cestista svedese.

## Carriera
Con la Svezia ha disputato i Campionati europei del 1969.